# Calcio Foggia 1920
Il Calcio Foggia 1920 S.r.l., meglio noto come Foggia, è una società calcistica italiana con sede nella città di Foggia. Milita in Serie C, la terza divisione del campionato italiano. La compagine rossonera ha vissuto i periodi migliori della sua storia negli anni sessanta e
settanta del Novecento (collezionando in questo ventennio 7 presenze in Serie A e 11 in Serie B), e nella prima metà degli anni novanta, in cui ha disputato quattro stagioni consecutive in massima serie, sfiorando la qualificazione in Coppa UEFA e riscuotendo risonanza mediatica a livello europeo per aver espresso un calcio inedito, rapido e votato all'attacco sotto la guida del tecnico Zdeněk Zeman.
Il miglior piazzamento in massima serie è il nono posto, raggiunto nelle stagioni 1964-1965, 1991-1992 e 1993-1994. Il club foggiano ha inoltre vinto due Coppe Italia e una Supercoppa di Serie C e nella Coppa Italia maggiore è arrivata al terzo posto nel girone finale, all'italiana, nel 1968-1969 e in semifinale nel 1994-1995 (in cui sfiorò la qualificazione alla Coppa delle Coppe in quanto, per ottenerla, sarebbe bastato raggiungere la finale della competizione anche senza vincerla). Il Foggia ha disputato complessivamente 11 campionati di Serie A e 2 di Prima Divisione nella prima metà degli anni venti (all'epoca il massimo livello calcistico nazionale), 25 campionati di Serie B e 4 di Seconda e Prima Divisione negli anni venti (rispettivamente nella prima e seconda metà degli anni venti del XX secolo, il secondo livello calcistico nazionale).
Nel 2012 l'Unione Sportiva Foggia non si è iscritta al campionato di Lega Pro Prima Divisione. Nello stesso anno è stata conseguentemente fondata un'altra società calcistica locale sulla base dell'articolo 52 comma 10 delle NOIF, l'Associazione Calcistica Dilettantistica Foggia Calcio, subito ammessa in Serie D avendo ereditato la tradizione sportiva cittadina; quest'ultima nel 2015 ha assunto la denominazione Foggia Calcio S.r.l. e ha riacquisito il marchio storico del vecchio club.. In seguito alla ripartenza, i satanelli sono riusciti a tornare in Serie B (a diciannove anni di distanza dall'ultima apparizione) vincendo nel 2017 il campionato di Lega Pro.
Nel 2019 il Foggia è andato incontro a un nuovo fallimento e la tradizione sportiva del sodalizio pugliese è stata rilevata dal Calcio Foggia 1920 Società Sportiva Dilettantistica, ammessa in Serie D in sovrannumero dovendo proseguire la tradizione sportiva della città di Foggia.

## Storia

### Dagli inizi alla fusione con il gruppo Incedit (1922-1958)

Lo Sporting Club Foggia nel 1923.

Il 5 luglio 1920, a seguito della fusione (annunciata preliminarmente il 12 maggio) della "Maciste" con l'Unione Sportiva Pro Foggia e l'Unione Sportiva Atleta, nacque lo Sporting Club Foggia, che debuttò solamente due anni più tardi, il 17 febbraio 1922 con la vittoria nell'amichevole con il 226ª Fanteria.
La società si affiliò alla FIGC il 31 maggio 1922, e di conseguenza poté disputare il suo primo campionato ufficiale, in Seconda Divisione, che vinse conquistando una promozione nella massima serie, la Prima Divisione. Durante questo periodo la squadra rossonera alternò promozioni a retrocessioni fra Prima e Seconda Divisione. Il 19 giugno 1928 il club si fuse con il Velo Club, diventando Unione Sportiva Foggia.
Nel campionato 1931-1932 il Foggia mancò di un punto la promozione in Serie B nel girone finale di Prima Divisione (nel frattempo declassata a terza serie nazionale), vinto dal Grion Pola; campionato in cui l'attaccante Alfredo Marchionneschi segnò 29 gol stabilendo il record di marcature in un campionato per la compagine pugliese, e con Raggio Montanari e Arduino Marchetti formò il celebre "Foggia delle 3 M". La promozione in serie cadetta avvenne un anno più tardi (nel 1933), quando la squadra vinse sia il campionato che il girone finale. Retrocessi dalla seconda serie nel 1936, i rossoneri tornarono nella seconda serie del calcio italiano otto anni più tardi.
Intanto, nel luglio del 1939 la società cambiò nome in Unione Polisportiva Foggia, infatti il club incominciò a dedicarsi anche ad atletica leggera, ciclismo, pallacanestro, pugilato, scherma e tennis. Nel 1945, poco dopo aver vinto il Campionato Dauno, il Foggia si fuse con il Gruppo Sportivo Cartiera e la denominazione divenne quindi IPAS Foggia (Istituto Poligrafico Associazione Sportiva Foggia), che mantenne per un solo anno.

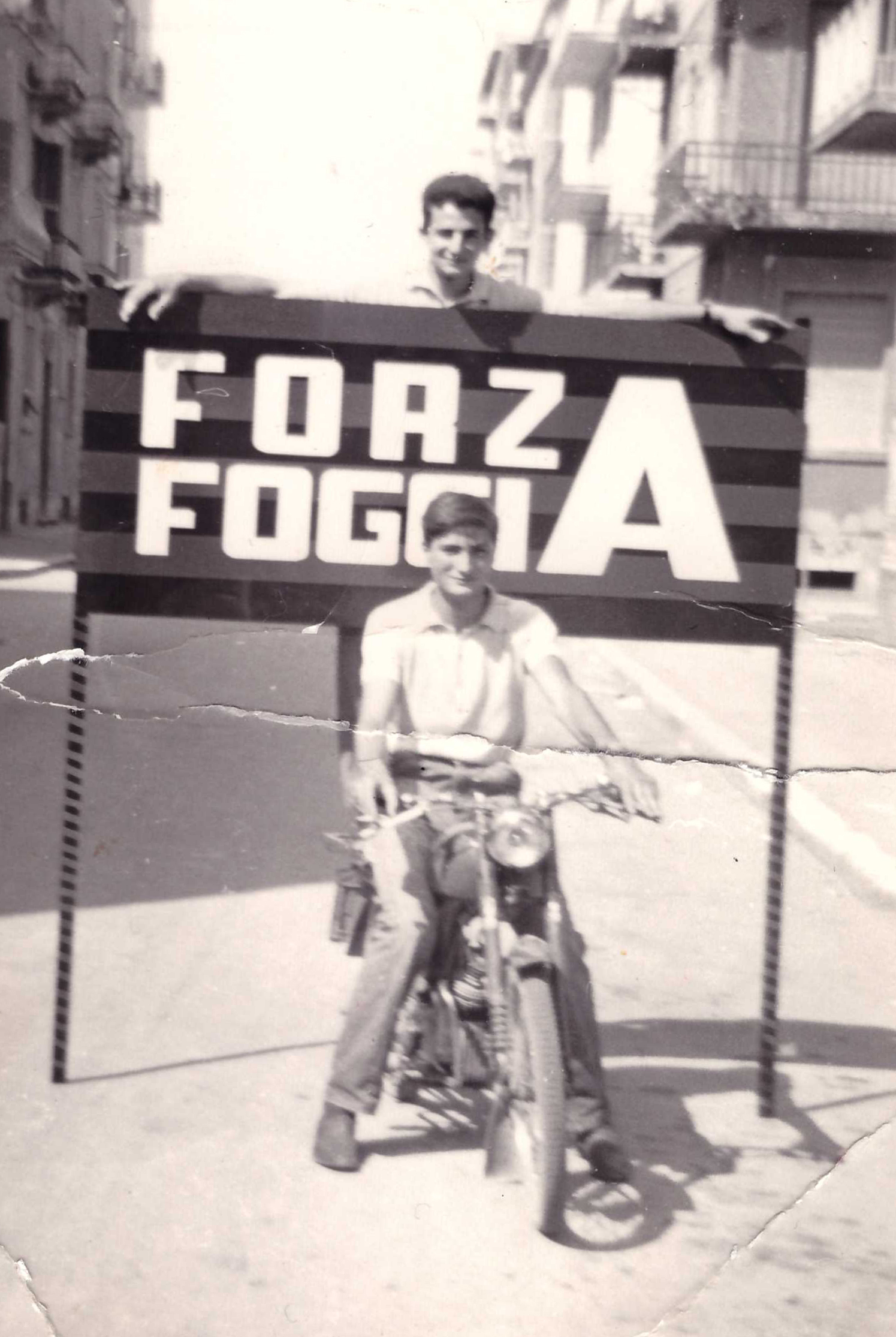
La festa dei tifosi foggiani per la promozione in Serie A del 1964.

 La squadra tornò in B nel 1946 per meriti sportivi; la permanenza in serie cadetta durò un anno e al campionato di Serie B ne seguirono quattro di C, dove nel 1951 i satanelli si avvicinarono ad una nuova promozione in cadetteria, senza raggiungerla in quanto battuti nello spareggio-promozione dallo Stabia. Malgrado ciò il Foggia subì a causa di una penalizzazione per illecito sportivo un'ulteriore retrocessione in IV Serie nel 1952, rimanendovi per sei anni. Dopo essersi fusa, il 1º luglio 1957 con il Gruppo Sportivo Incedit nell'Unione Sportiva Foggia & Incedit, nel 1958 conquistò la promozione in terza serie, anche grazie all'allargamento della categoria.

### La scalata alla Serie A con Pugliese e l'altalena fra massima serie e Serie B (1962-1979)
Dopo tre anni di Serie C intervallati da una breve apparizione in cadetteria durante la presidenza di Armando Piccapane, nel 1962 i rossoneri, presieduti da Domenico Rosa Rosa e guidati dal 1961 dall'allenatore Oronzo Pugliese, con giocatori quali Matteo Rinaldi e Cosimo Nocera conquistarono nuovamente la promozione in seconda serie. Di lì, in due anni la squadra salì in Serie A, dove il 31 gennaio 1965 sconfisse per 3-2 la grande Inter di Helenio Herrera, in una partita passata alla storia; i rossoneri chiusero quella stagione al nono posto in classifica. Nell'estate del 1965 Pugliese fu ingaggiato dalla Roma. La permanenza in massima serie durò fino al 1967, poi ancora Serie B. Nel 1968 il presidente del Foggia Antonio Fesce acquisì il tecnico Tommaso Maestrelli, con cui nel 1969 la squadra raggiunse il girone finale di Coppa Italia (che all'epoca sostituiva la canonica finale a due), concludendolo al terzo posto, e fu promossa in A nella stagione 1969-70; questa formazione disponeva fra gli altri di Giovanni Pirazzini, futuro capitano e bandiera del Foggia in rossonero dal 1967 al 1980, Nello Saltutti e Giorgio Maioli. Tornata in massima serie, la società riassunse la denominazione Unione Sportiva Foggia; pur disputando un buon girone d'andata, i dauni retrocessero e a fine stagione Maestrelli lasciò la panchina rossonera per quella della Lazio.
Nei sette anni successivi i satanelli ottennero prestazioni oscillanti collezionando tre promozioni e due retrocessioni, ultima quella del 1978. In questo periodo di alternanza fra B ed A, i pugliesi furono allenati anche da Lauro Toneatto e Ettore Puricelli, che guidò la squadra foggiana in più occasioni, anche negli anni ottanta.

### Tra cadetteria e Serie C1 (1980-1986)

La squadra rossonera della stagione 1968-1969, terza classificata in Coppa Italia.

Subita nel 1979 un'ulteriore retrocessione in Serie C1, il Foggia tornò fra i cadetti nell'annata seguente, rimanendovi per tre stagioni. Nel 1983 tornò in terza serie e nel 1984, dopo un fallimento la società divenne Foggia Calcio.

### La presidenza Casillo e "Zemanlandia" (1986-1994)

Il Foggia di Zemanlandia della stagione 1991-1992, trascinato in massima serie dal tridente Baiano-Signori-Rambaudi.

Nel 1986 la società viene acquistata dall'imprenditore Pasquale Casillo, noto commerciante di cereali soprannominato "re del grano", che assume come direttore sportivo Giuseppe Pavone: è l'inizio di un ciclo molto ricordato nella storia rossonera. Dopo tre anni i satanelli ritornano in Serie B.
Con il ritorno del Foggia in cadetteria ad opera di Giuseppe Caramanno, Casillo riporta sulla panchina il cecoslovacco Zdeněk Zeman, primo allenatore della sua gestione (esonerato pochi anni prima), con cui i dauni avevano disputato un buon campionato nella stagione 1986-1987. La squadra che aveva ottenuto la promozione viene rivoluzionata; fra i nuovi acquisti l'ala destra Roberto Rambaudi e il centrocampista mancino Giuseppe Signori, che Zeman schiera nel tridente d'attacco. Il secondo portiere Franco Mancini viene promosso titolare (nell'estate del 1990 è acquistato il centravanti Ciccio Baiano). La squadra, il cui gioco è considerato spumeggiante da critica e tifosi, disputa due buoni campionati, concludendo il 1990-1991 in prima posizione, per la prima volta nella sua storia, e tornando in massima serie dopo tredici anni d'assenza.
Rinforzatosi anche con il russo Igor' Kolyvanov, da neopromosso nell'anno 1991-1992 il Foggia sfiora una clamorosa qualificazione alla Coppa UEFA, per poi chiudere il campionato al nono posto. I media italiani ed europei parlano della realtà foggiana, indicata e poi ricordata come "Zemanlandia" e "Foggia dei miracoli"; viene ammirata soprattutto l'impostazione di gioco della squadra, rapida e votata all'attacco. Il prolifico trio offensivo "Signori-Baiano-Rambaudi" è soprannominato "tridente delle meraviglie". Nell'estate del 1992 la formazione viene privata di diversi elementi fra cui gli stessi Signori, Baiano e Rambaudi, con i ricavi reinvestiti per circa un terzo in giovani prospetti delle serie inferiori; Casillo lascia la presidenza nominando un amministratore unico. L'annata 1992-1993 è conclusa con una salvezza tranquilla all'undicesimo posto in classifica, mentre i satanelli sfiorano ancora l'ingresso alla UEFA nella stagione seguente, chiudendo nuovamente al nono posto.

### La discesa nelle serie professionistiche minori (1994-2004)

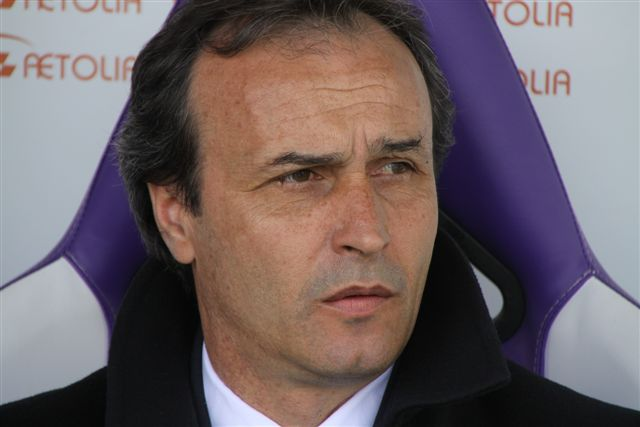
Pasquale Marino, alla guida del Foggia dal 2002 al 2004, ottenendo la promozione in C1 nella stagione 2002-03.

Dopo la partenza del tecnico Zeman, passato alla Lazio, nel 1994-1995 il Foggia guidato da Catuzzi retrocede in Serie B (nonostante il raggiungimento delle semifinali di Coppa Italia); inizia un periodo meno felice per il club rossonero, che dopo tre anni di serie cadetta retrocede consecutivamente per due stagioni, ritrovandosi nel 1999 in Serie C2.
Dopo quattro anni nell'ultima serie professionistica, nel 2003 con il tecnico Pasquale Marino, che dispone fra gli altri del sanseverese Michele Pazienza, lanciato dalle giovanili rossonere, i dauni tornano in C1 primeggiando nel loro girone.
Terminata la stagione successiva a metà classifica, nell'aprile 2004 il Foggia viene dichiarato fallito per cause economiche.

### Da Coccimiglio alla presidenza Capobianco (2004-2010)
La notizia della scomparsa del club getta i tifosi nello sconforto, ma Giuseppe Coccimiglio (Fratello di Carmine Coccimiglio) prende in mano le redini della società e ridà fiducia all'ambiente.
Il club mantiene la categoria di appartenenza concludendo un'altra stagione a metà classifica, dopo aver cambiato due allenatori. Coccimiglio attira su di sé le critiche dell'ambiente non pagando alcune mensilità di stipendi.
Dopo una complessa trattativa la società passa nelle mani di una cordata d'imprenditori locali presieduti da Tullio Capobianco.
Nel 2007 il Foggia allenato prima da Stefano Cuoghi e poi da Salvo Fulvio D'Adderio vince la Coppa Italia Lega Serie C ma manca la promozione in Serie B, subendo nella finale dei play-off con l'Avellino un gol a novanta secondi dal termine. Nei due anni successivi i satanelli sono ancora sconfitti ai play-off, mentre si salvano ai play-out nel 2010.

### Il ritorno di Casillo (2010-2012)
Nell'estate 2010 il proprietario del club diviene nuovamente l'ex presidente Pasquale Casillo, che ricompone lo staff di quello che fu il "Foggia dei miracoli", richiamando in squadra il ds Pavone e l'allenatore Zeman; si costituisce una formazione giovane e promettente, con l'intento dichiarato di ritornare in Serie B. Il tecnico ceco tuttavia conclude il campionato al sesto posto senza alcun risultato rilevante, lasciando subito dopo il club. Dopo un altro campionato in Lega Pro Prima Divisione chiuso a ridosso della metà classifica nel girone A, il club non s'iscrive al campionato successivo per decisione del patron, fallita l'ennesima trattativa per la cessione della società.
Il 18 luglio 2014 l'Unione Sportiva Foggia è dichiarata fallita dal Tribunale di Foggia.

### Dalla ripartenza in Serie D al ritorno in Serie B (2012-2019)

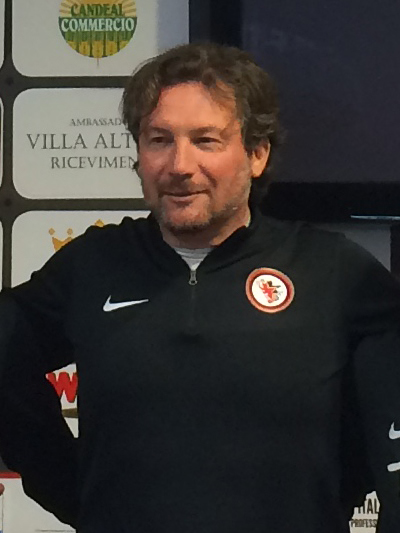
Giovanni Stroppa, alla guida del Foggia dal 2016 al 2018.

Nell'estate del 2012, in ragione dell'esclusione dal professionismo dell'U.S. Foggia viene fondata l'Associazione Calcistica Dilettantistica Foggia Calcio con l'intento di aderire all'articolo 52 comma 10 delle NOIF (Norme Organizzative Interne Federali) FIGC, richiamando idealmente la tradizione della vecchia compagine e quindi adottandone i colori sociali (con maglie a strisce rosse e nere). Con il direttore sportivo Giuseppe Di Bari, ex difensore del Foggia ai tempi della massima serie negli anni novanta, la squadra ottiene l'ammissione in Lega Pro Seconda Divisione (dalla Serie D, in cui era stata piazzata dalla federazione) nel 2013 e la qualificazione alla nuova terza serie, la Lega Pro, nel 2014. Nel frattempo, nell'estate 2013 con il ritorno nel professionismo il club ha mutato ragione sociale in Foggia Calcio S.r.l.
Nel 2014 arriva sulla panchina del Foggia Roberto De Zerbi, sotto la cui guida i rossoneri vincono per la seconda volta la Coppa Italia di Lega Pro battendo nella doppia finale del 2015-2016 il Cittadella. Nella stessa stagione, dopo aver concluso il Gruppo C della Serie C al secondo posto dietro il Benevento, accedono ai play-off, dove l'obiettivo promozione in Serie B fallisce nella doppia finale contro il Pisa.
Nell'agosto 2016 la panchina dauna viene affidata ad un altro ex calciatore del Foggia, Giovanni Stroppa. Il 7 luglio 2015 la società acquisisce il marchio storico del club scomparso due anni prima. Nel 2016-2017 i satanelli ottengono il primo posto nel proprio girone e il ritorno in Serie B dopo 19 anni, assieme alla Supercoppa di Lega Pro, vinta dopo aver sconfitto il Venezia e Cremonese nel triangolare tra le vincitrici dei gironi.
Nella stagione 2017-2018, malgrado un inizio complicato, nella seconda parte di campionato la squadra allenata da Stroppa si risolleva fino a piazzarsi nona, sfiorando i play-off e ottenendo così una tranquilla salvezza. La stagione seguente si rivela molto più difficile per i satanelli. Ai 15 punti di penalità inflitti per illecito amministrativo (poi ridotti a 8 e successivamente a 6), si aggiungono i deludenti risultati sul campo, che causano l'avvicendamento tra l'allenatore Gianluca Grassadonia, esonerato a dicembre, e Pasquale Padalino, di nuovo alla guida del Foggia dopo quattro anni, ma a sua volta sollevato dall'incarico nel marzo 2019 per lasciare il posto al rientrante Grassadonia. Il cambio di allenatore non sortisce gli effetti sperati: perdendo all'ultima giornata sul campo del Verona i satanelli tornano in Serie C dopo due anni di permanenza nella serie cadetta. Il 24 giugno 2019 il Foggia, all'atto dell'iscrizione al successivo campionato di Serie C, non rispetta i parametri finanziari ed il 4 luglio la CoVisoC lo esclude.

### Nuova ripartenza (dal 2019)
Il 25 luglio 2019, sulla base dell'articolo 52 comma 10 delle NOIF, a il Comune di Foggia assegna con un bando pubblico, la tradizione sportiva alla neonata Calcio Foggia 1920 Società Sportiva Dilettantistica, che eredita la tradizione sportiva cittadina. La nuova società è diretta dall'imprenditore sardo Roberto Felleca e la panchina viene assegnata all'ex centrocampista brasiliano Mancini, che però rassegna le dimissioni dopo la prima giornata di campionato, lasciando il posto a Ninni Corda. La squadra conclude il campionato di Serie D, nel girone H, al secondo posto alle spalle del Bitonto, cui viene revocata la promozione con sentenza federale a causa di una combine con l'AZ Picerno, che causa cinque punti di penalizzazione; la sentenza viene confermata dalla Commissione di Appello Federale, che qualche giorno dopo decreta l'ammissione di Foggia e Bisceglie in Serie C al posto di Bitonto e AZ Picerno.
Nel 2020-2021, sotto la guida di Marco Marchionni, la squadra, che festeggiò il centenario del club con un apposito logo cucito sulle maglie, si piazzò nona nel girone C della Serie C, accedendo ai play-off, dove eliminò al primo turno il Catania battendolo per 3-1, per poi essere eliminata dal Bari al secondo turno con il medesimo punteggio. L'annata seguente vide il ritorno di Zdeněk Zeman, alla quarta esperienza sulla panchina dei dauni, ma ebbe un andamento altalenante e si chiuse con il settimo posto e l'eliminazione ai play-off contro la Virtus Entella.
Nella stagione seguente i rossoneri, nonostante ben quattro avvicendamenti in panchina, sfiorano la promozione in Serie B, dopo aver fatto un cammino straordinario con Delio Rossi in panchina. Al primo turno il Foggia passò contro il Potenza nonostante il risultato di 1-1 per la regola della posizione in classifica, che vale fino alle semifinali playoff, poi il Foggia nel prossimo turno completa una rimonta pazzesca contro i conterranei del Cerignola ribaltando un 4-1 all'andata con un 3-0 al ritorno con tutti i gol arrivati dal 75' in poi, tra cui gli ultimi al 93' e al 96'. Nei quarti il Foggia pesca il Crotone, sfida che all'andata il Foggia vince 1-0 in casa, e al ritorno finisce 2-2 con l'ennesima rimonta. Poi in semifinale il Foggia affronterà il Pescara, squadra con cui entrambe andata e ritorno finiscono 2-2, ma la parte memorabile è il ritorno in cui il Foggia trova il gol del pareggio al 97' con una rete di Rizzo. Ai tempi supplementari il Pescara torna avanti con Desogus, ma il Foggia ci crede sempre e pareggia al 115' con rete di Markic in sviluppo da calcio d'angolo. Ai rigori il Foggia vincerà con il rigore sbagliato proprio da Desogus, marcatore del secondo gol del Pescara, avanzando in finale playoff dove il Foggia sfiderà il Lecco, All'andata un colpo di testa di Pinzauti e un'eurogol di Lepore causano la sconfitta del Foggia di 1-2. Al ritorno a Lecco il Foggia perde 3-1. La stagione 2023-2024 risulta abbastanza incolore per il Foggia, partecipa al turno preliminare di Coppa Italia, con il tecnico Cudini, dopo un buon inizio in campionato, imbocca un periodo negativo privo di vittorie, viene, così, chiamato Tommaso Roberto Coletti che con l'ausilio di Antonio Vacca, provano a scuotere la squadra fallendo. Viene richiamato Mirko Cudini che porterà la squadra rossonera al 11º posto, salvando la squadra, ma non portandola ai play-off. Al termine della stagione il tecnico e la società si separano. Nella stagione 2024-2025 il Foggia partito con ambizioni importanti dopo aver fatto una campagna acquisti importante, disputerà un campionato al dì sotto delle aspettative con la squadra arrivata 17ª in campionato e ottenendo la salvezza solo dopo la vittoria nei play-out grazie all’1-0 della gara di ritorno contro il Messina, segnando la loro permanenza in serie C.

## Colori e simboli

### Colori

La tradizionale maglia bianca da trasferta dei "satanelli", qui nella stagione 1973-1974.

Tra le prime formazioni foggiane che confluirono nel Foggia, vi sono la Daunia nel 1909, che aveva la prima maglia bianconera, e la seconda rosa; l'Unione Sportiva Calciatori nel 1911, che indossava sempre la maglia bianconera; e l'Unione Sportiva Atleta nel 1912 con la maglia bianca. Inoltre nel 1957 il Foggia si fuse con il Foggia Incedit, la squadra della cartiera foggiana, e i loro giocatori erano soprannominati i "canarini" perché l'Incedit giocava con una maglia gialla con inserti blu.
Dal 1920, il Foggia ha adottato come prima maglia un kit a strisce verticali rossonere di eguale larghezza, con poche varianti. La divisa da trasferta si presenta invece di colore bianco con dettagli in rosso e nero. Laddove prevista, la terza maglia adotta generalmente una tinta gialla o rossa.
La scelta di questi colori è giustificabile dal fatto che i fratelli Tiberini, tra i fondatori del Foggia, erano milanisti, ed inoltre supportarono l'ideologia del fondatore del Milan Herbert Kilpin, che scelse quei colori per rappresentare il fuoco dei diavoli (rosso) e la paura degli avversari nell'affrontarli (nero).

### Simboli ufficiali

#### Stemma
Nella sua storia il Foggia ha avuto diversi simboli: tra di essi i più rappresentativi sono le tre fiammelle sull'acqua (mutuate dallo stemma comunale di Foggia ed evocanti l'apparizione della patrona della città, la Madonna dei sette veli, secondo la tradizione rivelatasi a due pastori fra tre fiammelle affioranti in un laghetto) e soprattutto il diavolo (adottato già dalla fondazione societaria, ma comparso nello stemma solamente nel 1990). In virtù di questo secondo simbolo i giocatori del Foggia sono stati soprannominati "satanelli".
Dal 1920 (anno di fondazione) al 1974 il logo del Foggia fu costituito da uno stemma a strisce rosse e nere, con le tre fiammelle sull'acqua inserite in un cantone in alto a destra. Tale emblema venne modificato nel 1928 a seguito del cambio della ragione sociale, allorché dalla fascia superiore dello scudo venne rimossa la scritta S.C. FOGGIA, e sostituita con U.S. FOGGIA.
Dal 1974 al 1984 lo stemma sociale venne sostituito da uno scudetto con tre strisce verticali (due rosse esterne ed una nera centrale) recante in capo la scritta U.S. FOGGIA. Successivamente, dal 1984 al 1990, fu adottato un nuovo identificativo che ripropose le tre fiammelle sull'acqua (pur ridisegnate in maniera più stilizzata) su un fondo grigio.
Il 1990 vide il debutto nello stemma dei due "satanelli" alati (uno rosso ed uno nero) con un tridente in mano e un pallone tra i piedi, disegnati da Savino Russo. Lo stemma che li conteneva (rimasto in uso fino al 2007) era di forma circolare e recava esternamente la dicitura Foggia Calcio 1920.
Nel 2007 l'emblema circolare fu sostituito da uno scudetto dal bordo rosso e nero, all'interno del quale furono inseriti i satanelli circondati dalle scritte U.S. FOGGIA e 1920.
A seguito del fallimento societario, tra il 2012 al 2015 il simbolo del Foggia (non essendo autorizzato a riportare i satanelli, rimasti nelle mani della curatela fallimentare) era composto da uno scudo bordato di nero e diviso in due da un nastro trasversale egualmente nero, riportante la dicitura FOGGIA CALCIO; nella sezione superiore campeggiavano 9 strisce rossonere, mentre nella sezione inferiore appariva l'emblema civico delle tre fiammelle su fondo grigio. Complice le pressioni dei tifosi, il 7 luglio 2015 il Foggia Calcio ha acquisito dalla curatela fallimentare del locale tribunale lo storico marchio dei satanelli, che pertanto è tornato a rappresentare i rossoneri.
Dopo il fallimento del Foggia Calcio nel 2019, il Calcio Foggia 1920 SSD, grazie ad un accordo raggiunto con la precedente società che prevede la concessione in comodato d'uso, può continuare ad essere rappresentato dai satanelli, infatti il 6 agosto 2019 la nuova società riesce a riportare lo storico simbolo sulle proprie maglie per l'anno del centenario.
La sera del 11 maggio 2020, attraverso una conferenza stampa pubblicata sui profili social, viene presentato il logo in occasione dei 100 anni dalla fondazione del club. Il logo è un restyling del primo stemma introdotto nel 1920, avvolto da uno scudo oro che nella parte superiore si completa con un 100.
Il logo è stato realizzato dalla RMservices e dalla JRstudio.
Il 7 agosto 2021, viene presentato il nuovo logo della società, disegnato da uno studio di grafica Foggiano per colmare la mancanza d'acquisto dei Satanelli.
Il 9 giugno 2022 viene comunicato il ritorno dello storico simbolo dei Satanelli, grazie alla cessione di Massimo Mozer.

#### Inno
Il primo inno del Foggia, senza titolo, è stato creato dai tifosi foggiani nel 1930, ed era cantato da questi ultimi allo stadio per incitare i giocatori. Nel 1963, con la promozione in Serie A, il musicista foggiano Ottavio De Stefano compose il nuovo inno Forza Foggia Cha! Cha! Cha!. Con un'altra promozione del Foggia in A del 1976 la Rock Band della Taverna del Gufo scrisse un nuovo inno chiamato Forza Foggia e durato fino al 1989., quando fu rimpiazzato da Cuore Rossonero, scritto da Lucio Di Gianni con le musiche di Massimo Marsico. Dal 2007 fino al 2010 l'inno fu C'è solo il Foggia scritto e cantato dal comico foggiano Pino Campagna. Resterò sempre con te nasce nel 2012, scritto dai Tavola 28, un gruppo rap di ragazzi foggiani.
L'inno ufficiale della società, usato tra il 2014-2019 (e successivamente dal 2021 in poi), è Il Foggia, cantato dal duo comico foggiano Pio e Amedeo, sul testo del cantautore foggiano Massimiliano D'Apollo. Il brano fece il suo debutto allo stadio nel dicembre 2014, cantato nell'intervallo della partita contro il Barletta proprio dalle due "Iene".
In occasione del centenario della squadra, viene riutilizzato Cuore Rossonero.

#### Mascotte
Nel 2019 il Foggia ha presentato le sue 2 nuove mascotte: Sata e Nello, due diavoletti simboleggianti i Satanelli.

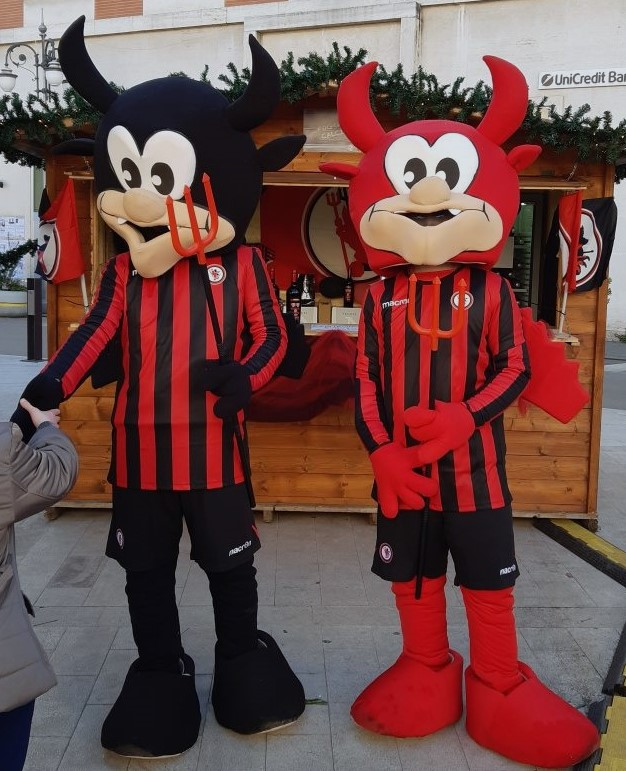
Le mascotte Sata e Nello durante un evento in centro città realizzate da Mascotte Pupapazza.

Fino alla sospensione della Serie D 2019-2020 per via della Pandemia di COVID-19, nelle gare casalinghe era solito un giro di campo, da parte delle mascotte, prima della partita.

## Strutture

### Stadio
Il Foggia disputa le proprie gare interne allo stadio Pino Zaccheria. Venne inaugurato nel 1925 come Campo di Via Ascoli. La struttura, capace di ospitare 25 000 spettatori, al momento della costruzione comprendeva un muro di cinta ed una tribuna in legno. Le prime squadre a giocarci furono nuovamente il Foggia e l'Ideale Bari, pareggiando 0-0 il 22 novembre 1925. L'impianto il 26 maggio dello stesso anno ospitò l'arrivo della tappa Napoli-Foggia del Giro d'Italia.
Nel 1928 la struttura di via Ascoli cambiò nome in Campo Sportivo del Littorio, quando l'amministrazione podestarile grazie ad una delibera acquistò il suolo. Nel 1932 venne costruita una tribuna in cemento di fronte alla tribuna in legno già esistente, per un costo di 400 000 lire, aumentando così la capienza in 4 000 spettatori. Sei anni più tardi, nel 1938, fu costruita un'ulteriore tribuna di cemento, portando la capienza a 6 000 spettatori ed inoltre venne inaugurata una pista di atletica. Nel 1940 la sede del campo venne spostata da via Ascoli in via Italo Balbo.

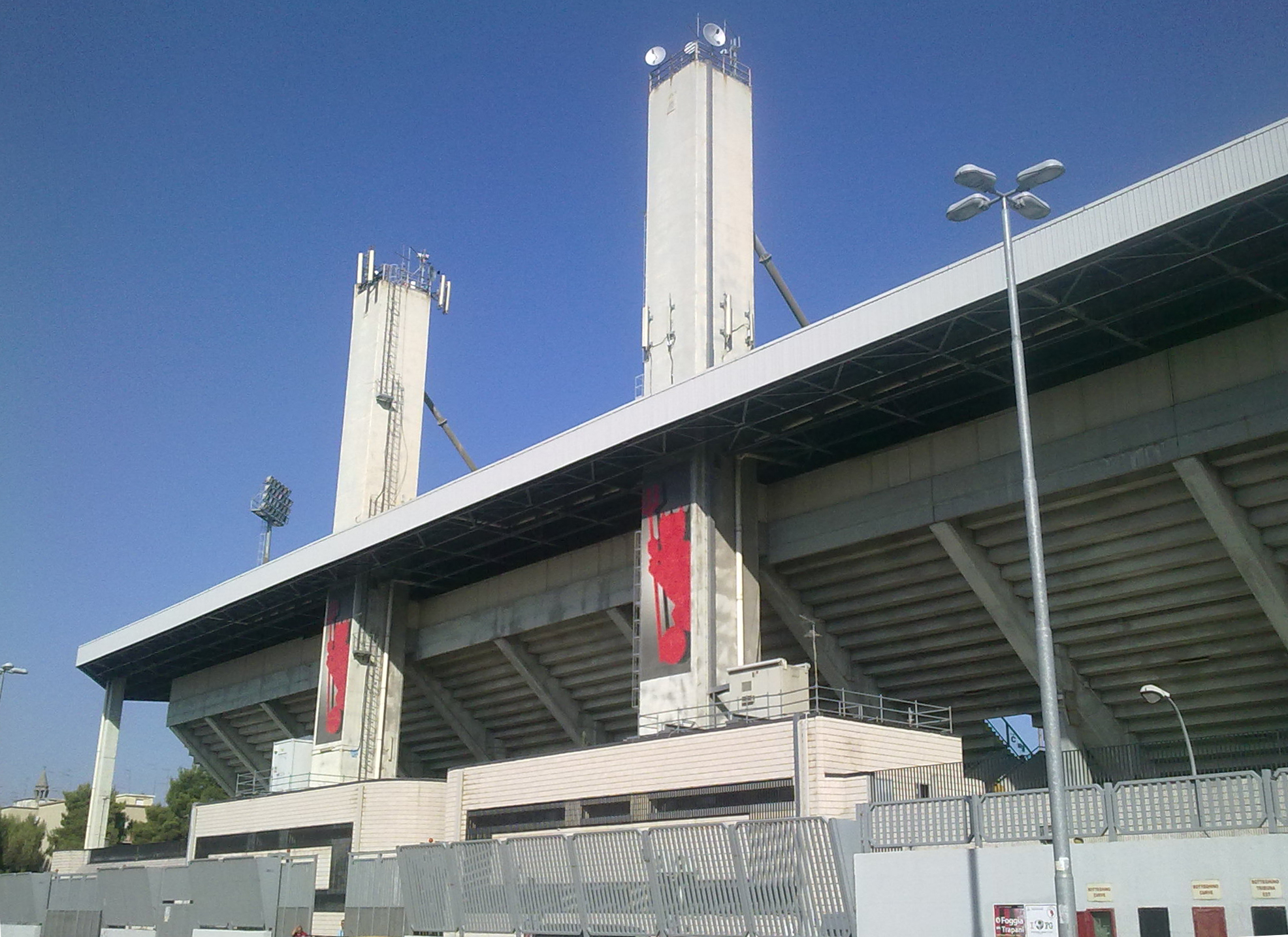
L'esterno dello stadio Pino Zaccheria.

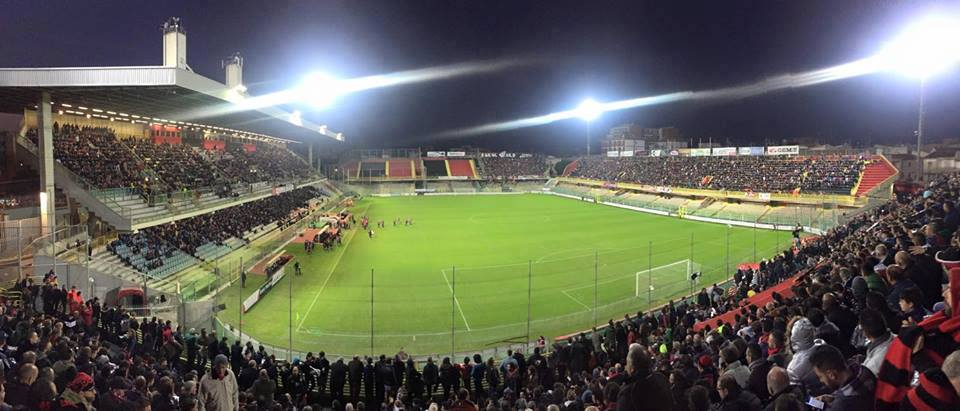
Panoramica completa dello stadio

Dal 1941 il campo fu intitolato alla memoria di Bruno Mussolini, ed il Campo Bruno Mussolini si chiamò così fino al 1945, quando la struttura, accessibile da viale Ofanto, venne rinominata Stadio Pino Zaccheria, in onore del cestista Pino Zaccheria, che il 4 aprile 1941 perse la vita in combattimento sul fronte greco a Tirana. Durante la seconda guerra mondiale lo stadio fu un magazzino usato dai tedeschi, e nel 1944 ospitò un incontro di boxe tra il campione mondiale Joe Louis e il foggiano Vincenzo Affatato. Nel 1946 l'entrata dello stadio tornò in via Ascoli. Vennero effettuati molti cambiamenti allo stadio nel 1951, quando la tribuna scoperta venne aumentata di 25 m, aumentando la capienza in 10 000 spettatori ed il terreno di gioco venne drenato. La capienza aumentò in 12 000 posti nel 1957, in occasione della fusione tra il Foggia e l'Incedit, e l'entrata dello stadio tornò viale Ofanto. Un ulteriore aumento di capienza venne effettuato due anni più tardi, nel 1959, quando venne completata l'ala destra della tribuna, quindi lo Zaccheria arrivò a 15 000 posti, e inoltre venne risistemato il manto erboso. Con l'esordio in massima serie nel 1964, la società dovette fare ampliare lo stadio, e infatti la capienza divenne di 25 000 spettatori. Questo aumento di capienza fu causato dalla realizzazione di due nuove curve in tubi Innocenti e dalla sostituzione della gradinata in cemento e tufo in una gradinata più grande costruita sempre con tubi Innocenti. Inoltre venne eliminata la pista d'atletica per una visuale migliore.
Nel 1974 venne inaugurata la tribuna Est, portando la capienza a 28 000 posti, mentre nel 1980 furono ricostruite le due curve, modificando nuovamente la capienza in 32 000 posti.
La capienza venne ridotta a 25 000 spettatori nel 1989, quando vennero eliminati circa 7 000 posti. L'anno successivo, nel 1991, con il ritorno in Serie A del Foggia, venne costruita la Tribuna Ovest, portando la capienza a 25 085 posti.
Nel 1997 la sede dello stadio divenne Piazzale Fratelli Sarti, e la scelta non fu casuale, in quanto i fratelli Sarti furono tra i primi calciatori dei rossoneri. Nel 1998 la capienza venne ridotta a 24 682 posti, per adeguare lo stadio alle norme, e inoltre nel marzo del 1999 vennero realizzati seggiolini per tutti gli spettatori. A seguito di alcuni lavori per la realizzazione dei tornelli all'entrata, dal 2006 al 2007 è stata certificata una capienza autorizzata dapprima di 9 999 spettatori e poi di 7 999 spettatori. Dal gennaio del 2007 al settembre del 2012 è stata certificata una capienza autorizzata di 7 500 posti.
Il 19 aprile 2012 la curva Nord dello stadio venne intitolata a Francesco Mancini, ex portiere dell'Unione Sportiva Foggia spentosi prematuramente il 30 marzo dello stesso anno. Da settembre, dopo due turni di campionato disputati a porte chiuse per inagibilità, fu certificata una capienza di 4 400 posti in attesa dei lavori per portarla a 25 085 posti.
Il 31 gennaio 2015 la tribuna Ovest viene intitolata a Vittorio Cosimo Nocera, centravanti della squadra che esattamente cinquant'anni prima sconfisse la Grande Inter di Helenio Herrera; Nocera in quella partita realizzò la doppietta decisiva.

## Società
La Calcio Foggia 1920 è una società a responsabilità limitata.
Il 100% delle quote della società rossonera è controllato dalla C.N. Football, facente capo all’imprenditore edile Nicola Canonico.

### Organigramma societario
Di seguito l'organigramma societario.
- Carica vacante - Presidente
- Carica vacante - Vice Presidente
- Michele Bitetto - Amministratore Unico
- Vincenzo Vito Chionna - Amministratore Giudiziario
- Silvestro Carbotti - Amministrazione, Finanza e Controllo

Area sportiva
- Carlo Musa - Direttore Sportivo
- Antonio Pergola - Collaboratore del Direttore Sportivo
- Antonino Campanelli - Team Manager
- Franco Sante - Responsabile Settore Giovanile
- Giuseppe Vaccariello - Coordinatore Settore Giovanile

Area commerciale e marketing
- Carica vacante - Responsabile Commerciale
- Francesco Ordine - Responsabile Marketing

Area comunicazione
- Alessio Grieco - Responsabile Comunicazione
- Valerio Palmieri - Collaboratore Comunicazione
- Alberto Mangano - Addetto Stampa

Area sanitaria
- Carica vacante - Responsabile Sanitario

Area organizzativa
- Giuseppe Severo - Segretario Generale
- Vittorio Mancini - Segretario Settore Giovanile
- Luigi Boscaino - Magazziniere
- Domenico Cataneo - Supporter Liaison Officer
- Giuseppe Zichella - Addetto agli Arbitri
- Michele Di Iorio - Responsabile Stadio

Area operativa
- Luigia Spinelli - Biglietteria e Store
- Federico Antonellis - Fotografo

### Sponsor

Una formazione della stagione 1981-1982 con una delle prime maglie foggiane sponsorizzate.

Di seguito l'elenco degli sponsor tecnici.
- 1977-1991 NR
- 1991-1992 Admiral
- 1992-1996 Adidas
- 1996-1997 NR
- 1997-1999 Kappa
- 1999-2000 Legea
- 2000-2001 Cinghiale
- 2001-2003 Hummel
- 2003-2005 Garman
- 2005-2006 Onze
- 2006-2010 Legea
- 2010-2012 Mass
- 2012-2013 Macron[105]
- 2013-2014 Acerbis[51]
- 2014-2016 Gems[106]
- 2016-2019 Nike[107]
- 2019-2021 Macron
- 2021-2022 Givova
- 2022-2025 Adidas[108]
- 2025- Givova

### Settore giovanile
Tra i titoli conquistati dal settore giovanile del Foggia sono da citare quelli della vittoria del Campionato Allievi Professionisti nel 2001 e nel 2002 dalla formazione degli Allievi Nazionali guidati da Paolo De Giovanni.
Inoltre nel 1969 la formazione Primavera allenata da Giuseppe Pozzo perse la finale a Salsomaggiore contro il Brescia del Campionato Primavera destinato alle squadre di Serie B.
Nell'anno 1995-1996 la formazione Primavera guidata dal mister Lorenzo Mancano perde in semifinale con la Fiorentina, la sfida valida per lo scudetto. Formazione che fu capace di segnare 70 goal in campionato, e capocannoniere assoluto Sergio di Corcia, con 29 reti realizzate.
Tra i giocatori cresciuti nel vivaio della squadra rossonera risultano i nomi di Pasquale Padalino, Salvatore Fresi, Giuseppe Colucci, Alessandro Potenza e Michele Pazienza.

## Diffusione nella cultura di massa

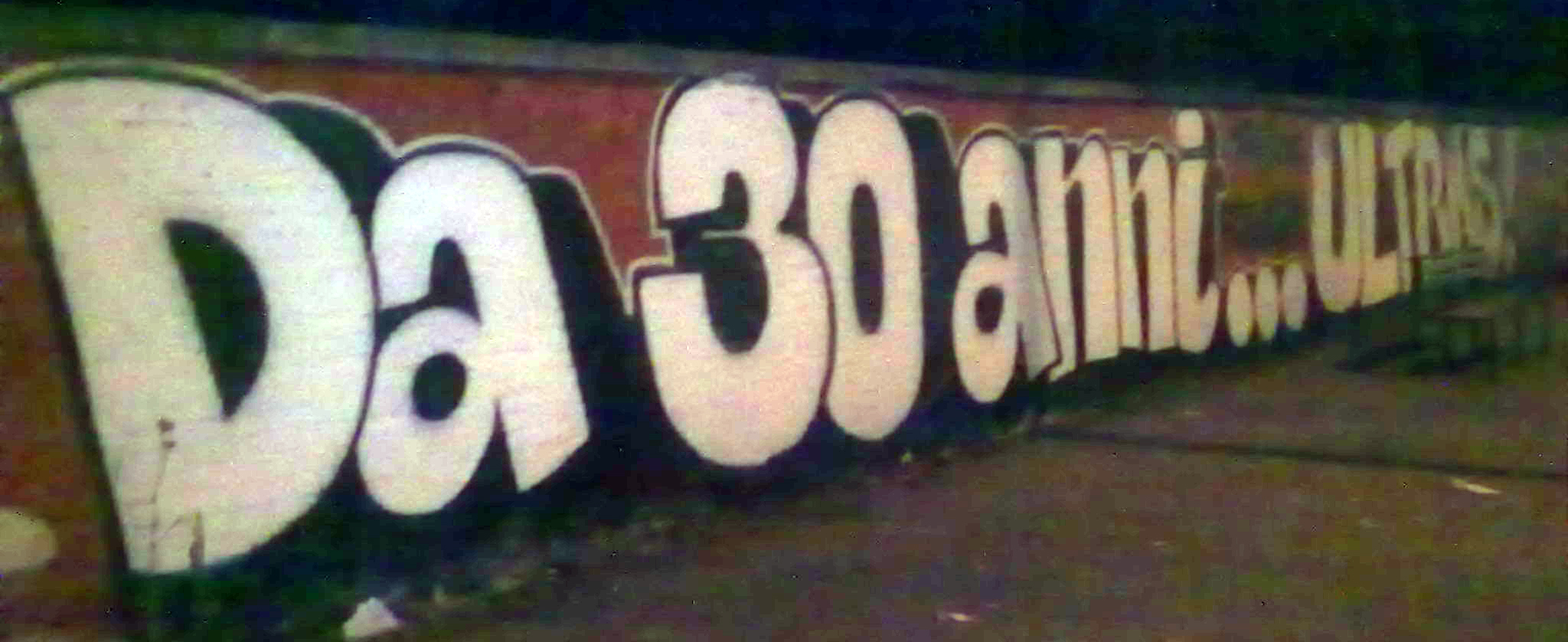
Murales dipinto dagli ultras del Foggia

Nel corso degli anni il Foggia ha mantenuto un posto di rilievo nella cultura nazionale poiché durante gli anni novanta con Zeman allenatore riuscì a ottenere la ribalta del panorama calcistico nazionale.
Ottenne grande risonanza mediatica presso il pubblico televisivo grazie anche al personaggio comico interpretato da Antonio Albanese di nome Frengo e Stop, uno dei più popolari all'epoca della nota trasmissione Mai dire Gol. Proprio in quel periodo, inoltre, il Foggia assieme alla Lazio giocò la prima partita trasmessa in pay-per-view, quando il 29 agosto 1993 andò in onda su TELE+2 la prima partita del campionato di Serie A 1993-1994, Lazio-Foggia per l'appunto, terminata 0-0.
I documentari di Giuseppe Sansonna Zemanlandia e Due o tre cose che so su di lui, parlano dei periodi di permanenza di Zeman al Foggia, illustrando il clima cittadino, dei tifosi e della squadra in quei periodi.
Il 22 luglio 2010 lo stadio Zaccheria ha ospitato il concerto di Eros Ramazzotti, che ha cantato indossando la maglia rossonera.

## Allenatori e presidenti

### Allenatori
Sono 70 gli allenatori a cui è stata affidata la guida tecnica del Foggia.
Il primo allenatore è stato Roberto Fini, che ha allenato i rossoneri dal 1923 al 1928, quando è stato sostituito da Severino Rosso.
L'allenatore che è stato più a lungo in carica è Zdeněk Zeman con 239 presenze in panchina, rimasto alla guida della squadra per sette anni, di cui cinque consecutivi, dal 1989 al 1994, vincendo il campionato di Serie B e facendo promuovere il Foggia in massima serie, che diventò la sorpresa del torneo, venendo definito "il Foggia dei miracoli".
Oronzo Pugliese, detto il mago di Turi, ha conquistato la prima storica promozione in massima serie negli anni sessanta, e successivamente è riuscito a battere la Grande Inter campione del mondo decorato con il "seminatore d'oro" 1963-1964.
Tommaso Maestrelli, vincitore del seminatore d'oro mentre era alla guida del Foggia riuscì a conquistare la promozione in A.
Altri allenatori indissolubilmente legati alla Storia del club sono: Ettore Puricelli, Lauro Toneatto, Pasquale Marino e Roberto De Zerbi.
- 1923-1928  Roberto Fini
- 1928-1929  Severino Rosso
- 1929-1932  Béla Károly
- 1932-1933  Tony Cargnelli
- 1933-1934  Engelbert König
- 1934-1935  Silvio Stritzel
 Giovanni Battista Rebuffo
- 1935-1936  Wilmas Wilhelm
- 1936-1937  Béla Károly
- 1937-1939  Angelo Benincasa
- 1939-1940  István Fögl
- 1940-1941  Ferenc Plemich
 István Fögl
 Ferenc Plemich
- 1941-1946  Angelo Benincasa
- 1946-1947  Pietro Andreoli
 Raffaele Costantino
- 1947-1948  Lajos Politzer
 Angelo Benincasa
- 1948-1949  Angelo Benincasa
- 1949-1950  András Kuttik
 Vincenzo Marsico
 András Kuttik
 Vincenzo Marsico
- 1950-1951  Vincenzo Marsico
- 1951-1952  Tony Cargnelli
 Cesare Migliorini
- 1952-1953  Vincenzo Marsico
- 1953-1954  Cesare Migliorini
- 1954-1955  Lajos Nems Kovács
 Leandro Remondini
- 1955-1958  Vincenzo Marsico
- 1958-1959  Vincenzo Marsico
 Leonardo Costagliola
- 1959-1960  Leonardo Costagliola
- 1960-1961  Leonardo Costagliola
 Paolo Tabanelli
 Leonardo Costagliola
- 1961-1965  Oronzo Pugliese
- 1965-1966  Egizio Rubino
- 1966-1967  Egizio Rubino
 Luigi Bonizzoni
- 1967-1968  Luigi Bonizzoni
 Serafino Montanari
- 1968-1971  Tommaso Maestrelli
- 1971-1972  Ettore Puricelli
- 1972-1974  Lauro Toneatto
- 1974-1975  Lauro Toneatto
 Cesare Maldini
- 1975-1976  Cesare Maldini
 Roberto Balestri
- 1976-1978  Ettore Puricelli
- 1978-1979  Chinesinho
- 1979-1980  Giorgio Sereni
 Ettore Puricelli
- 1980-1981  Ettore Puricelli
- 1981-1982  Ettore Puricelli
 Vasco Tagliavini
 Fernando Veneranda
- 1982-1983  Lamberto Leonardi
 Lamberto Giorgis
- 1983-1984  Romano Fogli
 Ettore Puricelli
- 1984-1985  Lamberto Giorgis
 Graziano Landoni
- 1985-1986  Giovan Battista Fabbri
 Corrado Viciani
 Giovan Battista Fabbri
- 1986-1987  Zdeněk Zeman
 Roberto Balestri
- 1987-1988  Giuseppe Marchioro
 Roberto Balestri
- 1988-1989  Giuseppe Caramanno
- 1989-1994  Zdeněk Zeman
- 1994-1995  Enrico Catuzzi
- 1995-1996  Beniamino Cancian e  Delio Rossi
 Tarcisio Burgnich
- 1996-1997  Tarcisio Burgnich
- 1997-1998  Domenico Caso
 Beniamino Cancian e  Giovanni Galli
 Domenico Caso
- 1998-1999  Lorenzo Mancano
 Fabio Brini
- 1999-2000  Piero Braglia
- 2000-2001  Lorenzo Mancano
 Ignazio Arcoleo
 Bruno Pace
- 2001-2002  Bruno Pace
 Carlo Florimbi
- 2002-2004  Pasquale Marino
- 2004-2005  Giuseppe Giannini
 Massimo Morgia
- 2005-2006  Massimo Morgia
 Giorgio Rumignani
 Silvano Fiorucci
- 2006-2007  Stefano Cuoghi
 Salvo Fulvio D'Adderio
- 2007-2008  Salvatore Campilongo
 Giuseppe Galderisi
- 2008-2009  Raffaele Novelli
- 2009-2010  Antonio Porta
 Guido Ugolotti
- 2010-2011  Zdeněk Zeman
- 2011-2012  Valter Bonacina
 Paolo Stringara
- 2012-2014  Pasquale Padalino
- 2014-2016  Roberto De Zerbi
- 2016-2018  Giovanni Stroppa
- 2018-2019  Gianluca Grassadonia
 Pasquale Padalino
- 2019-2020  Amantino Mancini
 Ninni Corda
- 2020-2021  Ezio Capuano (precamp.)
 Vincenzo Maiuri (set.-ott.)
 Marco Marchionni
- 2021-2022  Zdeněk Zeman
- 2022-2023  Roberto Boscaglia
 Antonio Gentile
 Fabio Gallo
 Mario Somma
 Delio Rossi
- 2023-2024  Mirko Cudini
 Massimiliano Olivieri
 Tommaso Coletti
 Mirko Cudini
- 2024-2025  Massimo Brambilla
 Ezio Capuano
 Cosimo Zangla
 Antonio Gentile
 Luciano Zauri

- 2025-  Delio Rossi

### Presidenti

Pasquale Casillo

In cent'anni di storia societaria, sono state 56 persone alla guida del Foggia, di cui 43 presidenti, 7 commissari straordinari, 3 amministratori unici, 1 commissario reggente ed 1 presidente reggente.
Il primo presidente della storia rossonera è stato il colonnello Carlo Giglietto, altre volte citato anche come Carlo Gigliotti. Il presidente più longevo della storia del Foggia è stato Antonio Fesce, che ricoprì la carica dal 1968 al 1979 e dal 1980 al 1983, per un totale di 14 anni. Altri presidenti importanti sono stati Domenico Rosa Rosa e Pasquale Casillo, che durante la loro gestione hanno conquistato delle promozioni in Serie A.
Dal 2012 al 2014 la carica di presidente della vecchia società è stata ricoperta da Pasquale Casillo.
- 1920-1923  Carlo Giglietto[125]
- 1923-1924  Carlo Irace
- 1924-1925  Vincenzo Gaito
- 1925-1927  Pietro de Vita
- 1927-1928  Giovanni Sarti
- 1928-1929  Pasquale de Biase
 Luigi Turtur
- 1929-1931  Luigi Turtur
- 1931-1932  Luigi Turtur
 Giuseppe Capone[126]
 Fernando Nardella
- 1932-1933  Alfredo de Biase[126]
- 1933-1934  Alfredo de Biase
 Paolo de Tullio
- 1934-1935  Paolo de Tullio
 Giovanni Quarato
- 1935-1937  Giovanni Quarato
- 1937-1938  Luigi Sbano
- 1938-1939  Luigi Ippolito
- 1939-1940  Enea Farina
 Oscar Taronna
- 1940-1941  Roberto Fini[127] e Filippo Guglielmi
- 1941-1942  Roberto Fini
- 1942-1943  Alceo Gigli
- 1945-1946  Roberto Fini
- 1946-1947  Luigi Formica[126]
 Antonio Frezza
- 1947-1950  Antonio Frezza
- 1950-1951  Ferdinando Nardella[126]
- 1951-1952  Ferdinando Nardella
 Antonio Frezza[126]
 Vittorio Alberini
 Pasquale di Biase
- 1952-1953  Pasquale di Biase[126]
 Ferdinando Nardella
 Raffaele Apicella
- 1953-1956  Ferdinando Lupo[126]
- 1956-1957  Giulio Carella
- 1957-1958  Giulio Carella
 Armando Piccapane
- 1958-1962  Armando Piccapane
- 1962-1966  Domenico Rosa Rosa
- 1966-1967  Domenico Rosa Rosa[127]
 Vincenzo Micucci
- 1968-1979  Antonio Fesce
- 1979-1980  Antonio Fesce
 Raffaele Augelli
 Pasquale Izzi
- 1980-1983  Antonio Fesce
- 1983-1984  Antonio Fesce
 Antonio Lioce
- 1984-1986  Antonio Lioce
- 1986-1988  Aniello Casillo
- 1988-1992  Pasquale Casillo
- 1992-1993  Giuseppe Armillotta[128]
- 1993-1994  Claudio Francavilla[128]
- 1994-1995  Giacinto Pelosi
- 1995-1996  Giacinto Pelosi
 Domenico Buonomo
- 1996-1998  Domenico Buonomo
- 1998-1999  Massimo di Lauro
 Paolo Agostinacchio
- 1999-2000  Antonio Nazzaro
- 2000-2001  Antonio Nazzaro
 Giorgio Chinaglia
 Alessandro Tomaselli
- 2001-2002  Alessandro Tomaselli
 Franco Mele
 Franco Patano
- 2002-2003  Franco Patano
- 2003-2004  Roberto Scirano
- 2004-2005  Aldo Teta
 Giuseppe Coccimiglio
- 2005-2009  Tullio Capobianco
- 2009-2010  Gianni Francavilla[128]
- 2010-2012  Matteo Biancofiore
2012-2014  Pasquale Casillo (U.S. Foggia)
- 2012-2013  Davide Giuseppe Pelusi[129] (Foggia Calcio)
- 2013-2014  Davide Giuseppe Pelusi
 Francesco Lo Campo[130]
 Fabio Verile[131]
- 2014-2015  Fabio Verile
 Lucio Fares[132]
- 2015-2019  Lucio Fares
- 2019-2020  Roberto Felleca
- 2020-2021  Roberto Felleca
 Maria Assunta Pintus
- 2021-2025  Nicola Canonico

## Calciatori

Il "tridente delle meraviglie" di Baiano, Signori e Rambaudi

In più di 90 anni di storia hanno vestito la maglia del Foggia più di 800 giocatori, la maggior parte dei quali italiani, ma solo sei di questi sono stati convocati dalla nazionale italiana.
Tra i giocatori di rilievo italiani che hanno militato tra le file rossonere figurano Giuseppe Comei, il primo capitano, Roberto Fini, sia giocatore che allenatore, Renato Sarti, che mancò per poco la convocazione in nazionale, Attilio De Brita, Giuseppe Bortolotti e Cosimo Nocera, bandiera del Foggia degli anni sessanta e anni settanta, è il giocatore con più gol all'attivo con il Foggia e venne anche convocato in nazionale assieme a Romano Micelli. Accanto a loro in quel periodo sono annoverati anche Ambrogio Valadè, Antonio Bettoni, Matteo Rinaldi, Cataldo Gambino, Paolo Lazzotti, Vincenzo Faleo, Roberto Oltramari e Francesco Patino. Negli anni settanta militarono nel Foggia giocatori come Raffaele Trentini, che con 1002 minuti detiene il record d'imbattibilità con la maglia rossonera, Mauro Colla, che disputò dieci stagioni consecutive con il Foggia, Giovanni Pirazzini, il capitano più longevo, con sette stagioni da capitano, Giorgio Maioli, Luigi Delneri e Giuseppe Pavone.
Con la caduta della squadra, furono pochi i giocatori che ebbero modo di distinguersi negli anni ottanta, tra i quali Andrea Stimpfl ed Antonio Bordon.
Nei primi anni novanta, dove il Foggia dell'allenatore Zeman era chiamato il "Foggia dei miracoli", si distinsero Francesco Mancini che nella stagione 1994-1995 stabilisce, dalla 5ª giornata (Cremonese-Foggia, Alessio Pirri al 47') alla 10ª (Parma-Foggia, Dino Baggio all'89'), il record di imbattibilità rossonera in serie A con 492 minuti, Pasquale Padalino, Maurizio Codispoti, ed infine il "tridente delle meraviglie" di Roberto Rambaudi, Francesco Baiano e Giuseppe Signori.
Sempre nei primi anni novanta, i giocatori non italiani di rilievo ad aver giocato nel Foggia sono Dan Petrescu, Igor' Šalimov, Igor' Kolyvanov e Bryan Roy.

### Capitani
- Giuseppe Comei (1923-1924)
- Guido De Biase (1924-1925)
- Alessandro Sarti (1925-1928)
- Giuseppe Giustacchini (1928-1929)
- Renato Sarti (1929-1931)
- Olao Cerini (1931-1933)
- Giovanni Pavanello (1933-1936)
- Ubaldo Narducci (1936-1937)
- Vincenzo Marsico (1937-1942)
- Vincenzo Toriello (1942-1943)
- Carlo Ponzanibbio (1945-1946)
- Pietro Andreoli[134] (1946-1947)
- Carlo Ponzanibbio (1947-1949)
- Arnaldo Leonzio (1949-1952)
- Vincenzo Orlando (1952-1954)
- Giorgio Lazzeri (1954-1955)
- Severino Gorini (1955-1956)
- Attilio De Brita (1956-1957)
- Alberto Allegretti (1957-1958)
- Antonio Stornaiuolo (1958-1961)
- Cosimo Nocera (1961-1962)
- Francesco Patino (1962-1963)
- Cosimo Nocera (1963-1967)
- Cataldo Gambino (1967-1968)
- Ambrogio Valadè (1968-1969)
- Giorgio Maioli (1969-1971)
- Paolo Garzelli (1971-1972)
- Giovanni Pirazzini (1972-1979)
- Giuseppe Lorenzetti (1979-1980)
- Mirko Benevelli (1980-1981)
- Antonio Rocca (1981-1982)
- Antonio Bordon (1982-1983)
- Pellegrino Valente (1983-1984)
- Andrea Stimpfl (1984-1985)
- Piergiuseppe Mosti (1985-1986)
- Roberto Pidone (1986-1987)
- Guglielmo Ferrante (1987-1989)
- Onofrio Barone (1989-1992)
- Andrea Seno (1992-1994)
- Pasquale De Vincenzo (1994-1995)
- Igor' Kolyvanov (1995-1996)
- Francesco Mancini (1996-1997)
- Federico Bettoni (1997-1998)
- Paolo Bianco (1998-1999)
- Attilio Nicodemo (1999-2000)
- Luigi Molino (2000-2001)
- Roberto Carannante (2001-2003)
- Marco Pennacchietti (2003-2004)
- Francesco Tomei (2004-2005)
- David Stefani (2005-2006)
- Fabio Pecchia (2006-2007)
- Antonino Cardinale
 Giovanni Ignoffo (2007-2008)
- Fabio Pecchia
 Tony D'Amico (2008-2009)
- Nicola Mancino (2009-2010)
- Marco Candrina (2010-2011)
- Giovanni Tomi (2011-2012)
- Cristian Agnelli (2012-2019)[135]
- Federico Gentile (2019-2020)
- Ermanno Fumagalli (2020-2021)
- Alessio Curcio (2021-2022)
- Davide di Pasquale (2022-2023)

- Alessandro Garattoni (2023-2024)
- Alberto Rizzo (2024-)

### Contributo alle nazionali di calcio

Cosimo Nocera, primo giocatore del Foggia a segnare in nazionale

L'elenco che segue indica tutti i giocatori che sono stati convocati nella Nazionale Italiana quando sono appartenuti al Foggia. La Nazionale maggiore è il massimo livello mai raggiunto da un calciatore italiano della squadra foggiana.
- Giovanni Stroppa (4 presenze)
 Giuseppe Signori (3 presenze)
 Francesco Baiano (2 presenze)
 Romano Micelli (1 presenza)
 Cosimo Nocera (1 presenza)
 Luigi Di Biagio (0 presenze)

Altri giocatori che hanno militato nel Foggia, come Luciano Re Cecconi, Giovanni Lodetti, Angelo Domenghini, Pasquale Padalino, Roberto Rambaudi, Antonio Manicone, Massimo Marazzina, David Di Michele, Flavio Roma, Lorenzo Insigne e Franco Brienza, Andries Noppert, hanno giocato nella nazionale maggiore mentre erano tesserati per altri club.
L'elenco che segue indica tutti i giocatori che sono stati convocati nella nazionale Italiana Under 21 quando sono appartenuti al Foggia.
- Salvatore Matrecano (7 presenze)
 Joseph Dayo Oshadogan (3 presenze)
 Paolo Bianco (1 presenza)
 Pasquale Padalino (0 presenze)

L'elenco che segue indica tutti i giocatori che sono stati convocati nella nazionale olimpica italiana durante la loro militanza nel Foggia.
- Salvatore Matrecano (5 presenze)
 Luigi Di Biagio (4 presenze)

L'elenco che segue indica tutti i giocatori che sono stati convocati nella nazionale Under-20 italiana mentre militavano nel Foggia.
- Vasco Regini (6 presenze)
 Andrea D'Agostino (5 presenze)
 Domenico Creanza (4 presenze)
 Michele Rigione (3 presenze)
 Lorenzo Insigne (2 presenze)
Karim Laribi (1 presenza)

L'elenco che segue indica tutti i giocatori stranieri che sono stati convocati quando sono appartenuti al Foggia.
- José Chamot[139]
- Hernán Medford[140]
- Brian Roy[141]
- Bartosz Salamon[142]
- Dan Petrescu[143]
- Robert Englaro[144]
- Igor' Kolyvanov[145]
- Igor' Šalimov[146]

## Palmarès

Festeggiamenti per la promozione in Serie B del 1960

### Competizioni nazionali
- Serie B: 1

1990-1991
- Serie C:  3

1959-1960 (girone C), 1961-1962 (girone C), 2016-2017 (girone C)
- Coppa Italia Serie C: 2

2006-2007, 2015-2016
- Supercoppa di Lega Pro: 1

2017
- Prima Divisione: 1  (terzo livello del calcio italiano)

1932-1933 (girone finale B)
- Serie C2: 1

2002-2003 (girone C)
- Serie D: 1

2019-2020 (girone H)

### Competizioni giovanili
- Campionato Allievi Professionisti: 2

(2000-2001, 2001-2002)

## Statistiche e record

### Partecipazioni ai campionati

#### Campionati nazionali
| Livello | Categoria                                   | Partecipazioni | Debutto   | Ultima stagione | Totale |
| ------- | ------------------------------------------- | -------------- | --------- | --------------- | ------ |
| 1º      | Serie A                                     | 11             | 1964-1965 | 1994-1995       | 11     |
| 2º      | Prima Divisione                             | 2              | 1926-1927 | 1927-1928       | 27     |
| 2º      | Serie B                                     | 25             | 1933-1934 | 2018-2019       | 27     |
| 3º      | Campionato Meridionale                      | 1              | 1928-1929 | 1928-1929       | 46     |
| 3º      | Prima Divisione                             | 4              | 1929-1930 | 1932-1933       | 46     |
| 3º      | Serie C                                     | 21             | 1936-1937 | 2024-2025       | 46     |
| 3º      | Serie C1                                    | 13             | 1979-1980 | 2007-2008       | 46     |
| 3º      | Lega Pro Prima Divisione                    | 4              | 2008-2009 | 2011-2012       | 46     |
| 3º      | Lega Pro                                    | 3              | 2014-2015 | 2016-2017       | 46     |
| 4º      | IV Serie                                    | 5              | 1952-1953 | 1956-1957       | 12     |
| 4º      | Campionato Interregionale - Prima Categoria | 1              | 1957-1958 | 1957-1958       | 12     |
| 4º      | Serie C2                                    | 4              | 1999-2000 | 2002-2003       | 12     |
| 4º      | Lega Pro Seconda Divisione                  | 1              | 2013-2014 | 2013-2014       | 12     |
| 4º      | Serie D                                     | 1              | 2019-2020 | 2019-2020       | 12     |
| 5º      | Serie D                                     | 1              | 2012-2013 | 2012-2013       | 1      |

#### Campionati regionali
Gli antichi campionati di Seconda Divisione delle stagioni 1922-1923 e 1924-1925 e Prima Divisione delle stagioni 1923-1924 e 1925-1926, cui partecipò il Foggia alle prime esperienze in ambito federale, furono organizzati dal Comitato Regionale Pugliese.

### Statistiche di squadra
Il Foggia esordì nel campionato di seconda divisione il 9 settembre 1922: l'annata 2019-2020 è dunque la sua 96ª stagione sportiva. Nelle sue prime quattro annate, tuttavia, l'attività agonistica fu confinata nei campionati del Comitato Regionale Pugliese, per due anni nella prima e per altrettante volte nella seconda divisione regionale. Fu nel 1926 che il Foggia entrò per la prima volta nel calcio nazionale italiano, iscrivendosi alla Prima Divisione, cioè il campionato cadetto, nell'allora Direttorio Divisioni Superiori, l'antenato dell'odierna Lega Calcio. Dopo l'istituzione del girone unico, nel 1929, il Foggia ha giocato 11 edizioni della Serie A, 25 della Serie B, 35 di Serie C e C1, 4 di Serie C2 e 8 di Serie D.
Nel corso degli 11 campionati di Serie A il Foggia ha ottenuto per tre volte il suo miglior piazzamento, ovvero il nono posto, raggiunto nel 1964-1965, nel 1991-1992 e nel 1993-1994. Il suo peggior piazzamento sul campo in massima serie è il 16º posto nella stagione 1994-1995.
Al 2019 il Foggia occupa il 39º posto nella tradizione sportiva in Italia e il 40º posto nella classifica perpetua della Serie A con 312 punti complessivi.
Le quattro formazioni affrontate il maggior numero di volte dal Foggia in gare ufficiali sono, fino al 30 marzo 2011, il Catanzaro (65 scontri diretti), il Taranto (60), il Cosenza (59) e il Lecce (52).
A livello di coppe nazionali il Foggia ha disputato 47 volte la Coppa Italia, e in una sola occasione è arrivata in finale, nel 1968-1969; mentre per 25 volte ha partecipato alla Coppa Italia Serie C, vincendola due volte, nel 2006-2007 e nel 2015-2016; ha poi disputato una sola volta la Supercoppa di Lega Pro, vincendola nel 2017; ha inoltre partecipato 2 volte alla Coppa Italia Serie D.

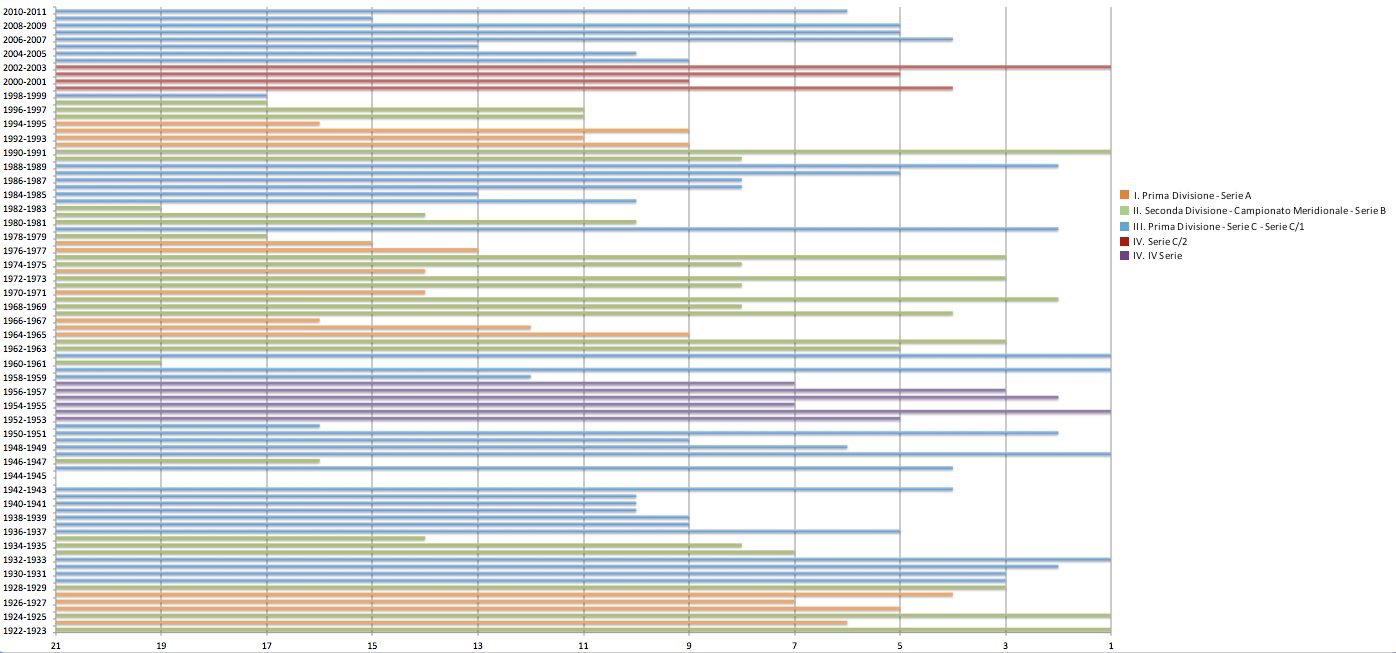
Grafico dei piazzamenti del Foggia nei campionati italiani dal 1922 al 2011

### Statistiche individuali

Giovanni Pirazzini, recordman assoluto di presenze in rossonero.

Il giocatore del Foggia che detiene il primato di presenze in Serie A è Franco Mancini con 122 apparizioni, cui vanno sommate 71 presenze in Serie B e 4 in Serie C1, che ne fanno complessivamente il quarto giocatore del Foggia con il maggior numero di presenze nei campionati italiani, 236.
Il record di presenze nei campionati italiani con la maglia rossonera appartiene a Giovanni Pirazzini che, dal 1967 al 1979, scese in campo 374 volte.
Lo stesso Pirazzini detiene il record assoluto di presenze ufficiali con la maglia rossonera, 424, che arrivano a 428 considerando anche il torneo amichevole Coppa d'Estate del 1978.
Il giocatore straniero con più presenze nel Foggia è Igor' Kolyvanov, con 106 presenze.

Franco Mancini, primatista di presenze in Serie A con il Foggia.

Il giocatore che ha segnato più gol con la maglia del Foggia, con 111 reti, è Cosimo Nocera, che è anche il miglior marcatore dei "satanelli" nei campionati, con 102 gol di cui 7 su calcio di rigore.
Inoltre Nocera è il miglior marcatore del Foggia in Serie A e in Serie B, il primo record è condiviso con Igor' Kolyvanov con 18 reti, mentre tra i cadetti ha segnato 54 gol. Gli altri 39 gol sono divisi in 30 in Serie C e 9 in Coppa Italia.
Il giocatore che ha segnato più gol in Serie C, dal 1978 chiamata Serie C1, e poi dal 2008 chiamata Lega Pro Prima Divisione, è stato Virgilio Nicoli, autore di 37 reti
fino al 2016, anno in cui è stato superato da Pietro Iemmello, autore di 40 reti, a cui si devono aggiungere 5 siglate nei play-off, per un totale di 45. In Serie C2, il miglior marcatore rossonero è Luigi Molino, che ha realizzato 32 gol.
Con 44 reti, Luigi Della Rocca è il primo tra i marcatori del Foggia in IV Serie.
Tra i campionati antecedenti al 1929, il capocannoniere rossonero della Prima Divisione è Alfredo Marchionneschi, con 84 gol (77+7 tra fasi finali o spareggi), mentre quello della Seconda Divisione è Giuseppe Comei, con 5 gol (3+2 negli spareggi).
Il miglior marcatore del Foggia in un singolo campionato fu Alfredo Marchionneschi, con 29 gol (36 considerando il girone finale) in 26 gare (32 considerando il girone finale) nel campionato di Prima Divisione 1931-1932.
Alfredo Marchionneschi e Antonio Bellotti detengono il record di marcature in una singola partita: 5 gol, segnati al Brindisi da Marchionneschi e al Tosi Taranto da Bellotti.

## Tifoseria

### Storia
La squadra rossonera, salita alla ribalta nazionale più volte, può contare sul sostegno di buona parte della provincia di Foggia e su vari club e sezioni di gruppi ultras sparsi per l'Italia, in particolare al Nord. Quella del Foggia è considerata una delle più belle e calorose tifoserie d'Italia.
Per il loro tifo colorato e passionale gli ultras foggiani sono conosciuti in tutta Italia, essi occupano sia la Curva Sud (Borgo Croci, Fedelissimi del Borgo, Facce Strane, La Banda, Ultras Sfunn), dedicata a Piero La Salandra, storico capo ultras morto nel 2002, sia la Curva Nord (Ultras 1980, Vecchio Regime, Candelaro, Indomabili 1990), nata nel 2004 dopo la scissione del 2001 di alcuni gruppi organizzati dallo storico gruppo Regime Rosso Nero, in seguito rinominata in onore di Franco Mancini, indimenticato portiere rossonero. 

### Gemellaggi e rivalità
I tifosi foggiani hanno rapporti di amicizia reciproca con i tifosi del Palermo, del Licata, del Latina, del Gela e del Monza. Fino al 2012 sussisteva uno storico gemellaggio col Cagliari e, fino al 2009, vi era anche una lunga amicizia con il Benevento, scemata dopo degli screzi durante i ripetuti scontri ai play-off per la promozione in Serie B. Dal 2010 una certa frangia dei tifosi foggiani ha rapporti di amicizia con i sostenitori del Grenoble, squadra francese.
L'amicizia con il Matera è nata nella stagione 2012-2013 in occasione dell'intitolazione della gradinata dello stadio materano al prematuramente scomparso Franco Mancini, portiere originario della città dei Sassi che ha militato in entrambe le squadre.
Le principali rivalità sono quelle con il Bari, con cui il Foggia disputa il derby d'Apulia, con il Taranto, con cui disputa un derby molto sentito da entrambe le parti, con la Salernitana, gemellata con gli storici rivali baresi, e con il Napoli, quando al termine dell'incontro Foggia-Napoli del 3 maggio 1992, terminato 1-0, la tifoseria napoletana ruppe il gemellaggio stretto da pochi mesi con la tifoseria rossonera, dopo che alcuni tifosi partenopei, approfittando del clima amichevole, entrarono in campo e rubarono uno striscione del Foggia.
Altre forti e storiche rivalità sono quelle con le tifoserie di Pescara, Avellino , Barletta e Catania.
Rivalità sono presenti anche con le tifoserie di Verona, Genoa, Lazio, Perugia, Frosinone,  Juve Stabia, Cavese, Padova, Ternana, Casertana, Nocerina, Ancona, Cosenza, Messina, Reggina, Fidelis Andria, Brindisi, Campobasso e Crotone.
Tesi i rapporti anche con gli ultras del Brescia.

### Riconoscimenti
Il 13 novembre 2018 il Foggia Calcio riceve il premio come migliore tifoseria della Serie B della stagione 2017-2018 all'Italian Sport Awards-la notte degli Oscar del calcio italiano.

## Organico

### Rosa 2025-2026
Rosa aggiornata al 16 agosto 2025.
| N. |                     | Ruolo | Calciatore             |
| -- | ------------------- | ----- | ---------------------- |
| 1  | Italia (bandiera)   | P     | Luca De Simone         |
| 3  | Italia (bandiera)   | D     | Gian Filippo Felicioli |
| 4  | Italia (bandiera)   | D     | Riccardo Bignami       |
| 5  | Italia (bandiera)   | C     | Gianmarco Castorri     |
| 7  | Italia (bandiera)   | A     | Francesco Orlando      |
| 8  | Italia (bandiera)   | C     | Vincenzo Garofalo      |
| 9  | Italia (bandiera)   | A     | Marco Bevilacqua       |
| 12 | Italia (bandiera)   | P     | Angelo Testa           |
| 14 | Italia (bandiera)   | D     | Ciro Panico            |
| 25 | Moldavia (bandiera) | D     | Cornelius Staver       |
| 26 | Italia (bandiera)   | C     | Gerardo Agnelli        |

| N. |                     | Ruolo | Calciatore          |
| -- | ------------------- | ----- | ------------------- |
| 27 | Romania (bandiera)  | P     | Alexandru Borbei    |
| 40 | Italia (bandiera)   | D     | Giovanni Castaldi   |
| 42 | Italia (bandiera)   | C     | Pasquale Ciccone    |
| 47 | Italia (bandiera)   | C     | Orazio Pio Pazienza |
| 49 | Italia (bandiera)   | D     | Leonardo Basso      |
| 50 | Italia (bandiera)   | A     | Pierluigi La Porta  |
| 54 | Italia (bandiera)   | C     | Giuseppe Pellegrino |
| 92 | Germania (bandiera) | A     | Till Winkelmann     |
|    | Italia (bandiera)   | C     | Simone Tascone      |
|    | Italia (bandiera)   | A     | Mario Scoccola      |

### Staff tecnico
- Delio Rossi - Allenatore
- Fedele Limone - Allenatore in seconda
- Valter Vio - Preparatore atletico
- Domenico Botticella - Preparatore dei portieri
- Carlo Musa - Direttore sportivo

## La polisportiva Foggia
Per un breve periodo, dalla nascita al 1928, il Foggia assunse la denominazione Sporting Club Foggia e in quel periodo fu una società polisportiva, infatti l'attività sportiva non si limitava solamente al calcio, ma anche all'atletica leggera, al ciclismo e al pugilato.
La società rossonera ritornò ad essere polisportiva nel luglio del 1939, quando ebbe la denominazione Unione Polisportiva Foggia, dedicandosi oltre al calcio, all'atletica, al ciclismo, alla pallacanestro, alla scherma e al tennis. Tuttavia anche questa polisportiva non durò tanto, in quanto nel settembre del 1945 il Foggia tornò ad occuparsi solamente di calcio, diventando l'IPAS Foggia.

## Videografia
- Paolo Ziliani, La tribù del calcio: Il Foggia delle meraviglie, Premium Calcio, 17 settembre 2010,  a 17 min 06 s. URL consultato il 14 settembre 2011.[collegamento interrotto]
- Giuseppe Sansonna, Doc 3: Due o tre cose che so su di lui, Rai 3, 17 agosto 2011,  a 54 min 56 s. URL consultato il 14 settembre 2011.[collegamento interrotto]
- Giuseppe Sansonna, Zemanlandia, ESPN Classic, 16 luglio 2009,  a 55 min 00 s.
- Domenico Carella, "Foggia 100, la categoria... un dettaglio", 19 marzo 2020, Foggiasport24